# Willem Van Eynde
Willem "Wim" Van Eynde (Lier, 24 de juliol de 1960) va ser un ciclista belga, que fou professional entre 1983 i 1993. Del seu palmarès destaca la Volta a Colònia de 1993.

## Palmarès
- 1981
  - 1r a l'Omloop Het Volk sub-23
- 1982
  - 1r a la Ruban Granitier Breton
  - 1r a la Brussel·les-Opwijk
- 1987
  - 1r a la Binche-Tournai-Binche
- 1993
  - 1r a la Volta a Colònia

### Resultats al Tour de França
- 1985. 93è de la Classificació General
- 1986. 102è de la Classificació General
- 1987. 126è de la Classificació General
- 1990. 97è de la Classificació General

### Resultats a la Volta a Espanya
- 1983. Abandona